# Poul Andersen (calciatore 1930)
Poul Andersen (2 gennaio 1930 – 30 dicembre 1995) è stato un calciatore danese, di ruolo difensore.

## Carriera

### Nazionale
Debutta il 2 ottobre 1955 contro l'Inghilterra (1-5).